# Piia Pantsu
Piia Anneli Pantsu (Varkaus, 29 de marzo de 1971) es una jinete finlandesa que compitió en la modalidad de concurso completo. Ganó una medalla de bronce en el Campeonato Mundial de Concurso Completo de 2002, en la prueba individual.

## Palmarés internacional
| Campeonato Mundial | Campeonato Mundial            | Campeonato Mundial | Campeonato Mundial |
| Año                | Lugar                         | Medalla            | Categoría          |
| ------------------ | ----------------------------- | ------------------ | ------------------ |
| 2002               | Jerez de la Frontera (España) | Medalla de bronce  | Individual         |